# Apeadeiro de Borgal
O Apeadeiro de Borgal é uma interface encerrada da Linha do Algarve, que servia as zonas de Biogal e de Gambelas, no concelho de Faro, em Portugal.

## História

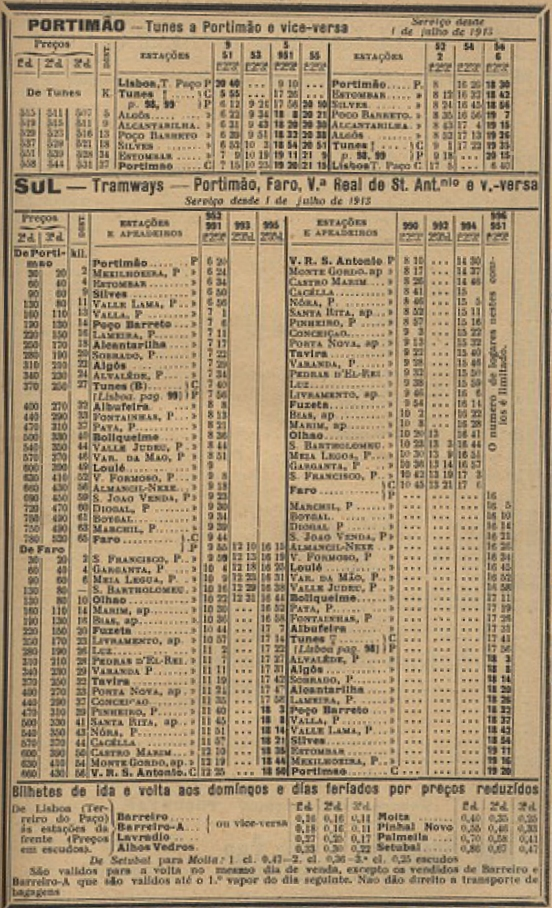
Horário da Linha do Algarve em 1913, incluindo Borgal, que nessa altura tinha a categoria de estação.

Este apeadeiro fazia parte do lanço da Linha do Algarve entre Tunes e Faro, que foi inaugurado em 1 de Julho de 1889 pela divisão estatal dos Caminhos de Ferro do Sul e Sueste.